# П'єр Булез

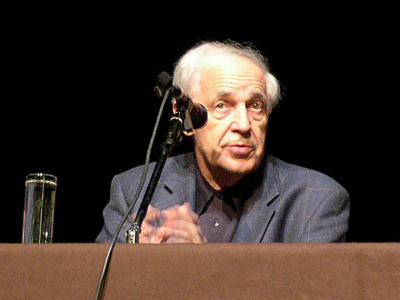
П'єр Булез, 2004 рік

П'єр Буле́з (Pierre Boulez, вимовляється [pjɛʁ buˈlɛz]) (26 березня 1925, Монбризон — 5 січня 2016, Баден-Баден) — французький композитор, диригент та музичний діяч.
Засновник, згодом директор Інституту дослідження та координації акустики/музики (IRCAM) та Ensemble Intercontemporain.
Народився у містечку Монбризон на Південному Сході Франції. У жовтні 1943 року він спробував вступити до Паризької консерваторії по класу спеціального фортепіано, але безуспішно. Але в січні наступного, 1944 року, він знову випробовує свій талан і тепер вже отримує позитивні результати та стає студентом викладача та композитора Жоржа Дандло по класу основ гармонії. Досягнення П'єра були настільки вельми стрімкими, що у травні 1944 року Дандло описав свого учня як «найліпший у класі». Згодом Булез навчався також і у композитора Олів'є Мессіана, а у 1945—1946 студіював серійну техніку під керівництвом Рене Лейбовіца.

## Композиторська творчість
Як композитор, Булез став одним з лідерів європейського композиторського авангарду в 1950—1960 роки.
У творах початку 1950-х років використовував пуантилістичну та серіальну техніки — зокрема у творах Polyphonie X (1950—1951) для 18 інструментів, два musique-concrète Études (1951—1952), та Structures для двох фортепіано. Найвідомішим твором цих років вважається кантата «Молоток без майстра» (Le marteau sans maître, 1952) на слова французького поета-сюреаліста Рене Шара (René Char), що розвинув традиції закладені Другою Віденською школою, зокрема вокальний стиль шпрехґезанґ (Schprechgesang) і серійні техніки.
З кінця 1950-х років П'єр Булез відмовляється від ортодоксальної серіальності і експериментує в царині обмеженої алеаторики. Показовими є його Третя фортепіанна соната. оркестрові і камерні твори Eclat (1965), Domaines (1961—1968) та Rituel in Memoriam Bruno Maderna. На відміну алеаторики Джона Кейджа, у творах Булеза алеаторика зводиться переважно не до імпровізації виконавців, а лише до вибору виконавцями одного із запропонованих варіантів виконання.
Булез написав низку творів для електроінструментів, зокрема квартет для чотирьох хвиль Мартено (1945—1946), та Répons і Dialogue de l'ombre double (1980-ті роки) для електроніки та акустичних інструментів і Poésie pour pouvoir (1958) для електроніки з оркестром

## Диригентська діяльність
Як диригент, Булез здійснив велику кількість записів романтичної та сучасної класичної музики. Він був керівником оркестрів Бі-Бі-Сі (1971—1975), Нью-Йоркського філармонічного (1971—1977). Здійснив оперні постановки: «Воццек» (Париж, Франкфурт, 1965), «Парсифаль» (Байройт, 1966), «Перстень Нібелунга» (Байройт, 1976). Учасник першої повної постановки опери А. Берга «Лулу» (1979, Париж). Організатор і керівник концертів нової музики «Domaine musical» (1954—1967). Найбільшим досягненням Булеза стали записи опери «Пеллеас і Мелізанда» Дебюссі і вагнерівської тетралогії «Перстень Нібелунґа».(Philips).
29 липня 2008 він з успіхом диригував оркестром віденської філармонії (нім. Wiener Philharmoniker) на щорічному музичному фестивалі в Зальцбурзі (Salzburger Festspiele). В програмі було виконано сюїту Ігоря Стравінського «Жар-птиця» та фортепіанний концерт № 1 Бели Бартока, Sz 83 (партія фортепіано — Даніель Баренбойм).
Булез — автор низки книг із проблем музики (у тому числі «Орієнтації», 1986). З 1975 очолював створений ним у Парижі Інститут дослідження та координації акустики/музики (IRCAM).

## Список творів
| Роки      | Назва                                                            | Примітки                                                  |
| --------- | ---------------------------------------------------------------- | --------------------------------------------------------- |
| 1972−1974 | …explosante-fixe…                                                | Для електорніки і живих інструментів                      |
| 1944−1945 | Ноктюрн                                                          | для фортепіано                                            |
| 1944−1945 | Прелюдія, Токата і Скерцо                                        | для фортепіано                                            |
| 1945      | Notations, цикл з 12 п'єс                                        | для фортепіано                                            |
| 1945      | Psalmodies, цикл з 3 п'єс                                        | для фортепіано                                            |
| 1945      | Тема і варіації                                                  | для фортепіано                                            |
| 1945−1946 | Квартет для 4 хвиль Мартено                                      |                                                           |
| 1946      | Notations                                                        | версія для оркестру                                       |
| 1946      | Соната № 1 для фортепіано                                        |                                                           |
| 1946      | Сонатина для флейти і фортепіано                                 |                                                           |
| 1946      | Le visage nuptial                                                | для альта, сопрано, 2 хвиль Мартено, фортепіано i ударних |
| 1947−1948 | Соната № 2 для фортепіано                                        |                                                           |
| 1948      | Le soleil des eaux                                               | Мюзикл                                                    |
| 1948−1961 | Livre pour quatour                                               | для струнного квартету                                    |
| 1950      | 'Essais                                                          | 3 п'єси для ударних                                       |
| 1950−1951 | Polyphonie X                                                     | камерний твір                                             |
| 1950−1965 | Le soleil des eaux                                               | Utwór wokalno-instrumentalny                              |
| 1951−1952 | Etudes                                                           | електронна музика                                         |
| 1951−1952 | Structures I                                                     | для 2 фортепіано                                          |
| 1951−1989 | Le visage nuptial                                                | вокально-інструментальний твір                            |
| 1953−1955 | Le marteau sans maître                                           | вокально-інструментальний твір                            |
| 1955      | Orestie                                                          | мюзикл                                                    |
| 1955      | Symphonie mécanique                                              | кіно музика                                               |
| 1955−1963 | Соната № 2 для фортепіано                                        |                                                           |
| 1956−1961 | Structures, Book II,                                             | для 2 фортепіано                                          |
| 1957      | Le crépuscule de Yang Koueï-fei                                  | Радіомюзикл                                               |
| 1957−1958 | Improvisations sur Mallarmé II (trzecia część Pli selon pli)     | Трек на сопрано, арфи клавішного інструменту і ударних    |
| 1957−1962 | Improvisations sur Mallarmé I (друга частина Pli selon pli)      | для сопрано та оркестру                                   |
| 1958      | 'Poésie pour pouvoir                                             | електронна музика з оркестром                             |
| 1958−1968 | Figures — Doubles — Prisms                                       | для оркестру                                              |
| 1959−1960 | Tombeau (п'ята частина «Pli selon pli»)                          | для сопрано та оркестру                                   |
| 1959−1984 | Improvisations sur Mallarmé III (четверта частина Pli selon pli) | для сопрано та оркестру                                   |
| 1960−1990 | Don (перша частина Pli selon pli)                                | для сопрано та оркестру                                   |
| 1961−1968 | Domaines                                                         | для кларнета і 21 інструмента у шести групах              |
| 1961−1968 | Domaines                                                         | для кларнета соло                                         |
| 1962      | Mon Faust                                                        | Мюзикл                                                    |
| 1965      | Éclat                                                            | для 9 ударників і 6 інших інструменталістів               |
| 1968−1988 | Livre pour cordes                                                | для струнного оркестру                                    |
| 1969      | Pour Dr. Kalmus                                                  | для флейти, кларнета, скрипки, альта та віолончелі        |
| 1970      | Éclat/Multiples (niedokończone)                                  | для ударних                                               |
| 1970−1986 | Cummings ist der Dichter                                         | для голосу та інструментів                                |
| 1974      | Ainsi parla Zarathoustra                                         | мюзикл                                                    |
| 1974−1975 | Rituel: In Memoriam Bruno Maderna                                | для оркестру                                              |
| 1977      | Messagesquisse                                                   | для скрипки з оркестром                                   |
| 1978−1980 | Notations                                                        | для оркестру                                              |
| 1980−1984 | Répons                                                           | електронна музика з живими інструментами                  |
| 1982−1995 | Dialogue de l'ombre double                                       | електронна музика з живими інструментами                  |
| 1984      | Dérive I                                                         | Utwór na zespół instrumentalny                            |
| 1985      | Mémoriale                                                        | для флейти з оркестром                                    |
| 1987−1992 | Initiale                                                         | для духового оркестру                                     |
| 1988−1990 | Dérive II                                                        | камерний твір                                             |
| 1991      | Anthèmes                                                         | для скрипки соло                                          |
| 1991−1993 | …explosante-fixe…                                                | електронна музика з живими інструментами                  |
| 1995−1998 | sur Incises                                                      | для камерного ансамблю                                    |
| 1997      | Anthèmes II                                                      | для скрипки з електронікою                                |